# Diocesi di Illarima
La diocesi di Illarima (in latino: Dioecesis Hyllarimensis) è una sede soppressa del patriarcato di Costantinopoli e una sede titolare della Chiesa cattolica.

## Storia
Illarima, identificabile con Kaproklar nell'odierna Turchia, è un'antica sede episcopale della provincia romana della Caria nella diocesi civile di Asia. Faceva parte del patriarcato di Costantinopoli ed era suffraganea dell'arcidiocesi di Stauropoli.
La diocesi è documentata nelle Notitiae Episcopatuum del patriarcato di Costantinopoli fino al XII secolo. Tuttavia, fino al IX secolo le Notitiae riportano la sede di Hyllarima (Υλάριμα) e solo dal X secolo appare quella di Laryma (Λαρύμων), forma derivata da Hyllarima (Υλαρίμων). Le stesse indicazioni sono riportate da Le Quien, il quale tuttavia assegna alla diocesi il nome di Loryma (Λώρυμα).
I quattro vescovi attribuiti a questa diocesi sono censiti da Ruggieri sotto la voce di Illarima, mentre Le Quien li assegna alla voce di Lorima.
Dal 1933 Illarima è annoverata tra le sedi vescovili titolari della Chiesa cattolica; la sede è vacante dal 17 gennaio 1964. Il suo ultimo titolare è stato Stefan Bareła, vescovo ausiliare di Częstochowa. Oltre a quello di Illarima, la Santa Sede ha istituito fin dal XVIII secolo anche il titolo di Lorima.

## Cronotassi

### Vescovi titolari
- Pierre François Lehaen, S.D.B. † (12 febbraio 1959 - 10 novembre 1959 nominato vescovo di Sakania)
- Stefan Bareła † (26 ottobre 1960 - 17 gennaio 1964 nominato vescovo di Częstochowa)